# (3330) Gantrisch
(3330) Gantrisch est un astéroïde de la ceinture principale.

## Description
(3330) Gantrisch est un astéroïde de la ceinture principale. Il fut découvert le 12 septembre 1985 à l'observatoire Zimmerwald par Thomas Schildknecht. Il présente une orbite caractérisée par un demi-grand axe de 3,15 UA, une excentricité de 0,21 et une inclinaison de 10,3° par rapport à l'écliptique.

## Compléments